# Beverly Wolff
Pour les articles homonymes, voir Wolff.
Beverly Wolff (Atlanta, Géorgie, 6 novembre 1928 - Lakeland, Floride, 14 août 2005) était une mezzo soprano américaine qui acquit une renommée internationale.

## Biographie
Beverly Wolff étudie le chant d'abord à Atlanta, puis à Philadelphie. Elle fait ses débuts en 1952, à la télévision américaine dans le rôle de Dinah dans l’opéra Trouble in Tahiti de Leonard Bernstein. Elle reprend le rôle pour ses débuts à la scène, au New York City Opera en 1958. 
Elle fait la majeure partie de sa carrière au NYCO, où ses rôles incluent Cherubino, Siebel, et Carmen. Elle participe aux prestigiueuses productions de Giulio Cesare en 1966, et Roberto Devereux en 1970, aux côtés de Beverly Sills, Maureen Forrester, Placido Domingo, Louis Quilico. Elle sera aussi de la première mondiale de l’opéra Labyrinth de Gian Carlo Menotti et de la création du rôle éponyme de Carry Nation du compositeur Douglas Moore.
Elle est aussi très active comme récitaliste, et parait dans toutes les grandes villes des États-Unis. Elle fait également quelques apparitions à l'étranger, notamment à Spolète, Florence, et Venise, dans les rôles de Brangäne dans Tristan und Isolde, Dalila dans Samson et Dalila, et Lucretia dans The Rape of Lucretia de Benjamin Britten.    
Beverly Wolff se retire en 1981, et enseigne au Southern College à Lakeland, Floride.

## Discographie
- 1967 - Giulio Cesare - Norman Treigle, Beverly Sills, Maureen Forrester, Beverly Wolff, Spiro Malas - Chœur et orchestre du NYCO, Julius Rudel (RCA)

- 1969 - Roberto Devereux - Beverly Sills, Robert Ilosfalvy, Beverly Wolff, Peter Glossop - Ambrosian Opera Chorus, Royal Philharmonic Orchestra, Charles Mackerras (EMI)

## Sources
- David Hamilton, The Metropolitan Opera Encyclopedia, Simon & Schuster, 1987  (ISBN 0-671-61732-X)